# Takudzwa Ngwenya
Takudzwa Ngwenya (Harare, 22 luglio 1985) è un rugbista a 15 zimbabwese, internazionale per gli Stati Uniti, che gioca nel ruolo di tre quarti ala.

## Palmarès
- Challenge Cup: 1
Biarritz: 2011-12